# Manuela Leggeri
Manuela Leggeri (Sezze, 9 maggio 1976) è un'ex pallavolista italiana.
Giocava nel ruolo di centrale.

## Carriera
Manuela Leggeri comincia la sua carriera nella Pallavolo 122 Priverno nel 1991, squadra militante in serie D. La stagione successiva fa il suo esordio nel campionato professionistico, in serie A1, con il Fincres Roma dove resta per due stagioni, vincendo anche una Coppa CEV. Nel 1994, appena diciottenne, ottiene la prima convocazione in nazionale ed il suo esordio avviene durante un'amichevole giocata a Pisogne, il 30 maggio, contro il Daidei, una squadra giapponese.
Dopo una parentesi in serie A2 con l'Aster Roma ritorna in serie A1 giocando una stagione nel Jogging Volley Altamura, una nella Virtus Reggio Calabria, una nel Volley 2000 Spezzano e una nel Centro Ester Pallavolo di Napoli, con la quale vince la sua seconda Coppa CEV e nello stesso anno con la nazionale ottiene la prima medaglia, un bronzo, al campionato europeo.
Nella stagione 1999-00 viene ingaggiata dal Volley Modena dove resta per tre stagioni: questo periodo corrisponde all'apice della carriera della giocatrice sia a livello di club che con la nazionale. Con la squadra modenese vince un campionato, una Coppa Italia, una Coppa CEV e una Champions League, mentre con la nazionale, di cui era diventata capitana, oltre ad essere una delle giocatrici convocate a partecipare per la prima volta alle Olimpiadi, quelle di Sidney, vince una medaglia d'argento al campionato europeo e una d'oro al campionato mondiale.
Nella stagione 2002-03 si trasferisce nel Giannino Pieralisi Volley di Jesi, ma in tre stagioni non porta a casa alcun risultato di prestigio. Con la nazionale, dopo un argento al World Grand Prix nel 2004 ed aver partecipato alle Olimpiadi di Atene, chiuse al quinto posto, decide di chiudere la sua carriera azzurra disputando l'ultima partita il 27 novembre 2004, in occasione dell'All Star Game di Pesaro.
Dopo due annate nel Volley Club Padova, nella stagione 2007-08 è al Vicenza Volley, dove conquista il secondo posto in Challenge Cup e premiata per il miglior servizio.
Nell'annata 2008-09 è al Sassuolo Volley, mentre dalla stagione 2009-10 viene acquistata dalla Pallavolo Sirio Perugia. Nella stagione 2011-12 passa al River Volley di Piacenza con cui, in quattro annate, vince due scudetti, due Coppe Italia e due Supercoppa italiane.
Nella stagione 2015-16 gioca per la prima volta in Serie B1, per il Volley Millenium Brescia con il quale vince la Coppa Italia di B1 e promozione in A2.
Al termine del campionato abbandona l'attività agonistica.
Nel 2022 è stata inserita nella Hall of Fame del volley italiano
Dal luglio 2023 è allenatrice del Piacenza femminile in serie C.
Nel 2024 viene scelta da Julio Velasco, già suo allenatore in nazionale nel 1997, come assistente della Nazionale italiana femminile.

## Palmarès

### Club
- Campionato italiano: 3

1999-00, 2012-13, 2013-14
- Coppa Italia: 3

2001-02, 2012-13, 2013-14
- Supercoppa italiana: 2

2013, 2014
- Champions League: 1

2000-01
- Coppa CEV: 3

1992-93, 1998-99, 2001-02

### Nazionale (competizioni minori)
- Giochi del Mediterraneo 1997
- Giochi del Mediterraneo 2001
- Trofeo Valle d'Aosta 2004

### Premi individuali
- 2001 - Campionato europeo: Miglior muro
- 2002 - Coppa CEV: MVP
- 2003 - Serie A1 italiana: Miglior muro
- 2004 - World Grand Prix: Miglior muro
- 2008 - Challenge Cup: Miglior servizio
- 2012 - Serie A1 italiana: Miglior muro